# العلاقات البيروية السورية
العلاقات البيروفية السورية هي العلاقات الثنائية التي تجمع بين بيرو وسوريا.

## مقارنة بين البلدين
هذه مقارنة عامة ومرجعية للدولتين:
| وجه المقارنة                                              | بيرو                                   | سوريا                    |
| --------------------------------------------------------- | -------------------------------------- | ------------------------ |
| المساحة (كم2)                                             | 1.29 مليون                             | 185.18 ألف               |
| عدد السكان (نسمة)                                         | 32.16 مليون                            | 18.27 مليون              |
| الكثافة السكانية (ن./كم²)                                 | 24.93                                  | 98.66                    |
| العاصمة                                                   | ليما                                   | دمشق                     |
| اللغة الرسمية                                             | اللغة الإسبانية، اللغة الأيمرية، كتشوا | اللغة العربية            |
| العملة                                                    | سول بيروفي جديد                        | ليرة سورية               |
| الناتج المحلي الإجمالي (بليون دولار)                      | 211.39 مليار                           | 60.20 مليار              |
| الناتج المحلي الإجمالي (تعادل القوة الشرائية) بليون دولار | 393.13 مليار                           |                          |
| الناتج المحلي الإجمالي الاسمي للفرد دولار أمريكي          | 6.03 ألف                               |                          |
| الناتج المحلي الإجمالي للفرد دولار أمريكي                 | 11.99 ألف                              |                          |
| مؤشر التنمية البشرية                                      | 0.740                                  | 0.594                    |
| رمز المكالمات الدولي                                      | +51                                    | +963                     |
| رمز الإنترنت                                              | .pe                                    | .sy                      |
| المنطقة الزمنية                                           | توقيت بيرو، 00                         | ت ع م+02:00، ت ع م+03:00 |

## منظمات دولية مشتركة
يشترك البلدان في عضوية مجموعة من المنظمات الدولية، منها:
| علم المنظمة | اسم المنظمة                               | تاريخ انضمام بيرو | تاريخ انضمام سوريا |
| ----------- | ----------------------------------------- | ----------------- | ------------------ |
|             | مؤسسة التنمية الدولية                     | 30 أغسطس 1961     | 28 يونيو 1962      |
|             | يونسكو                                    | 21 نوفمبر 1946    | 16 نوفمبر 1946     |
|             | وكالة ضمان الاستثمار متعدد الأطراف        | 2 ديسمبر 1991     | 14 مايو 2002       |
|             | الأمم المتحدة                             | 31 أكتوبر 1945    | 24 أكتوبر 1945     |
|             | الاتحاد البريدي العالمي                   | ?                 | ?                  |
|             | البنك الدولي للإنشاء والتعمير             | 31 ديسمبر 1945    | 10 أبريل 1947      |
|             | المنظمة الهيدروغرافية الدولية             | ?                 | ?                  |
|             | الاتحاد الدولي للاتصالات                  | 12 يوليو 1915     | 12 يناير 1924      |
|             | منظمة حظر الأسلحة الكيميائية              | ?                 | ?                  |
|             | مؤسسة التمويل الدولية                     | 20 يوليو 1956     | 28 يونيو 1962      |
|             | المركز الدولي لتسوية المنازعات الاستشارية | 8 سبتمبر 1993     | 24 فبراير 2006     |
|             | منظمة الشرطة الجنائية الدولية             | ?                 | ?                  |

## وصلات خارجية
- موقع وزارة الخارجية البيروفية